# Münsterstraße (Dortmund)
Die Münsterstraße ist im Ursprung eine Ausfallstraße in der Dortmunder Nordstadt und eine der ältesten und historisch bedeutendsten Straßen Dortmunds. Sie verläuft auf ca. 2,5 km Länge zwischen der ehemaligen Stadtbefestigung, dem Burgtor und der historischen Grenze der freien Reichsstadt am Fredenbaumpark. Sie ist heute in Teilen als vierspurige Bundesstraße 54 ausgebaut. Andere Teile sind nach Neutrassierung der Bundesstraße verkehrsberuhigt oder Fußgängerzone.

## Lage und Infrastruktur

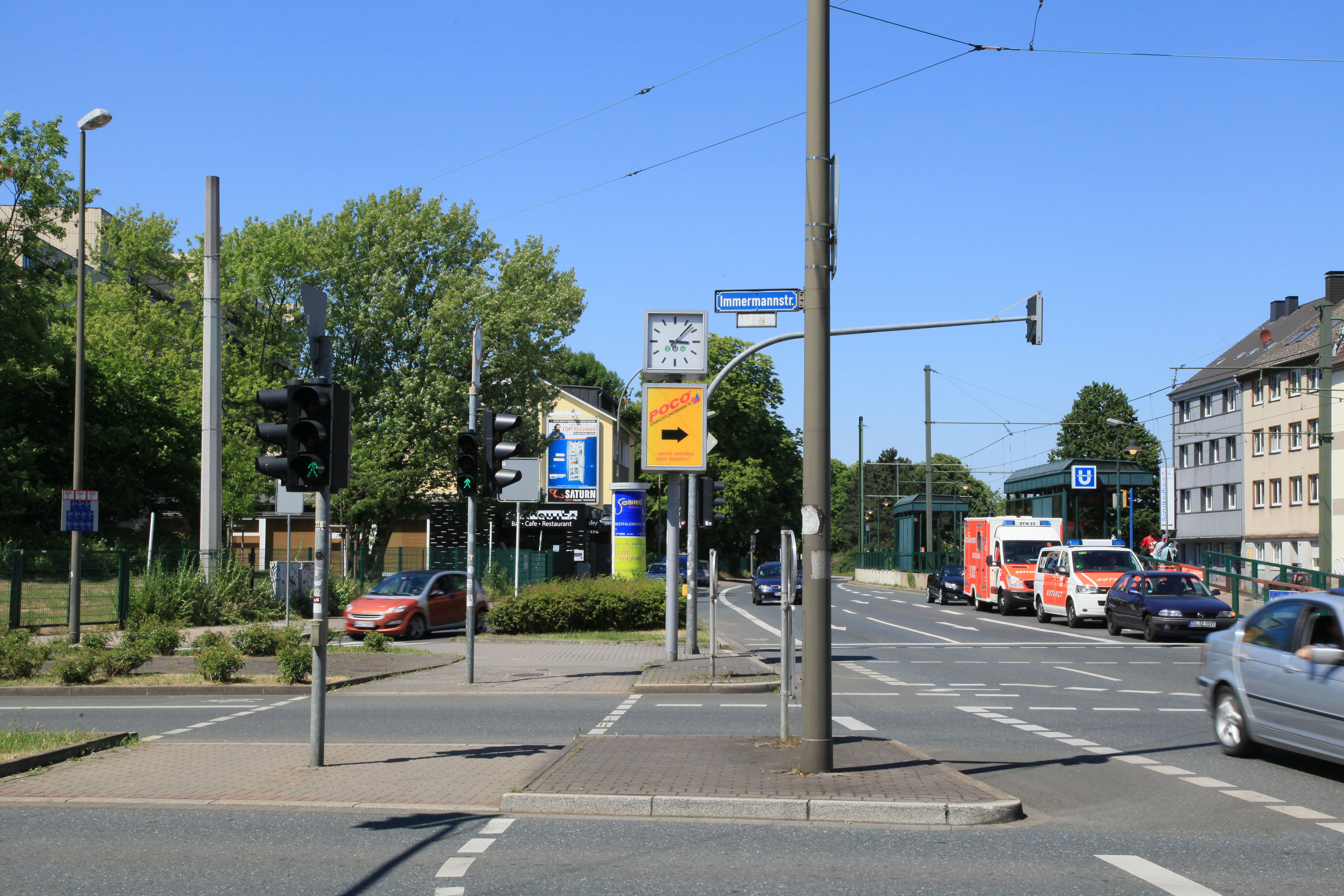
Münsterstraße Ecke Immermannstraße

Die Münsterstraße beginnt am nördlichen Ende der Dortmunder Innenstadt am Freiherr-vom-Stein-Platz in Verlängerung der Straße Burgtor. Bis zur Mallinckrodtstraße ist sie eine verkehrsberuhigte Einkaufsstraße, am Platz vor der Josefkirche als Fußgängerzone. Weiter stadtauswärts Richtung Norden wird sie, bis zu ihrem Ende an der Gabelung in die Evinger Straße und Lindenhorster Straße, Teil der vierspurigen Bundesstraße 54. Innerhalb der Gabelung befindet sich noch ein kleiner Teil der alten Münsterstraße vor der Haltestelle Fredenbaum der Stadtbahnlinie U41, die mit den Haltestellen Immermannstraße und Lortzingstraße zwischen den Richtungsspuren der Münsterstraße verläuft. Im weiteren Verlauf Richtung Innenstadt wird die Linie dann unterirdisch mit der U-Bahn-Haltestelle Münsterstraße geführt. Die Bebauung im Bereich der Bundesstraße ist gemischt mit Geschosswohnungsbau und Gewerbebetrieben. Weiter stadtauswärts finden sich das Klinikzentrum Nord, das Museum für Naturkunde sowie ein Pumpwerk zwischen ausgedehnten Grünflächen.
In ihrem südlichen Teil als Einkaufsstraße, befinden sich ca. 150 Geschäfte, kleinere Läden und Gastronomiebetriebe für die Nahversorgung der Bevölkerung. Gewerbeflächen sind kaum vorhanden. Mit Ausnahme der durch Poller entstehenden Platzfläche vor der Josefkirche ist eine Nutzung für den Autoverkehr mit Trennung vom Fußgängerverkehr, unterteilt in zwei Teilbereiche möglich. Die den Straßenraum fassende Bebauung ist geschlossen und mit wenigen Ausnahmen viergeschossig. Im Bereich des Freiherr-vom-Stein-Platzes befindet sich der Eisengießer-Brunnen.
Laut Daten aus dem Jahr 2012 beträgt die Verkehrsbelastung der Münsterstraße im Bereich B 54 im Mittel 27.100 PKW und 1.200 LKW pro Tag mit erheblicher Emissionsbelastung. Die Grenzwerte für Feinstaub wurden beispielsweise 2005 acht Mal überschritten.

## Geschichte

### Vorgeschichte
Bereits in der Römerzeit befand sich neben der Burg Munda in Trutmania, dem heutigen Dortmund, eine von Frankfurt am Main über Siegen und Herdecke nach Münster und weiter nach Norddeutschland führende, sehr bedeutende Fernstraße (Wißstraße, Brugghestrate) sowie südlich eine Kreuzung mit dem aus vorrömisch-germanischer Zeit stammenden Hellweg. Auf seinem zweiten Feldzug gegen die Sachsen errichtete Karl der Große an der Burg 775 eine Königspfalz. Einzelne Funde und Dokumente lassen vermuten, dass Burg und Pfalz am Nordende der heutigen Brückstraße / Ecke Burgtor neben der Straße nach Münster gelegen haben. Mit dem Bau der ersten Stadtbefestigung im Jahr 1200 wurde an der nördlichen Stadtgrenze das Burgtor als Durchlass für diese wichtige Ausfallstraße errichtet und der Beginn der heutigen Münsterstraße gelegt.
Im Hochmittelalter war die Münsterstraße ein wichtiger hanseatischer Handelsweg. Er führte über Lünen, Werne im Verlauf der heutigen B54 Münsterstraße (Dortmund), Evinger Straße, Münsterstraße (Werne), Westfalenstraße (Münster) bis nach Münster, von wo Verbindungen zu den Nord- und Ostseehäfen bestanden. In Folge der verkehrsgünstigen Lage wurde Dortmund ein wichtiges Handelszentrum und erlebte wirtschaftlichen Aufschwung. Mit der Große Dortmunder Fehde und dem Dreißigjährigen Krieg kam der Niedergang und Dortmund sank auf das Niveau eines kleinen Ackerbürgerstädtchens, so dass die Handelsstraßen an Bedeutung verloren. Um 1750 war die Münsterstraße Postweg. Bis 1835 war an ihrem nördlichen Ende der Grenzübergang zwischen der freien Stadt Dortmund und der Grafschaft Mark, ab diesem Schlagbaum begann die Dortmunder Stadtfreiheit, woraus sich der Namen Fredenbaum ableitete. Auf Karten von 1804 findet sich nur dort auf der westlichen Seite entlang der Münsterstraße überhaupt einige Bebauung

### Industrialisierung

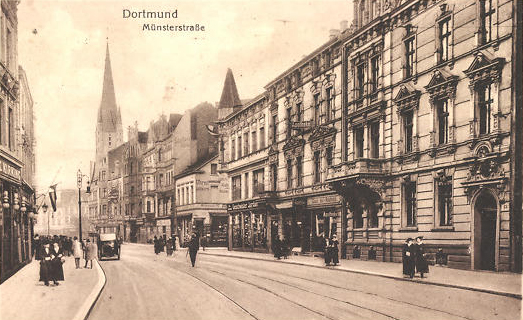
Münsterstraße um 1910

Ansichtskarte 1914
Blick von der Münsterstraße Richtung Steinplatz und Steinstraße

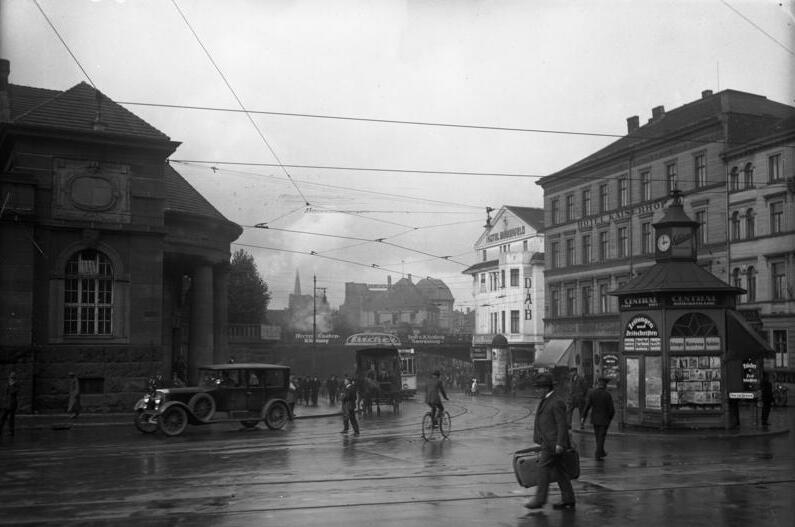
Blick vom Burgtor in Richtung Münsterstraße (zirka 1924)

Der Bau des Bahnhofes auf dem Stadtwall am Burgtor durch die Köln-Mindener Eisenbahn-Gesellschaft 1847 machte die mittelalterliche Ausfallstraße zu einer attraktiven Wohn- und Geschäftsstraße und es entwickelte sich in den Folgejahren längs der Münsterstraße die Dortmunder Nordstadt. Ausweislich Karten teilte sich die Münsterstraße zu dieser Zeit auf Höhe der Gaststätte Fredenbaum in die Lindenhorster Straße und die Chaussee nach Lünen, der später Evinger Straße. Mit der Gründung der Zeche Minister Stein 1856 an der Chaussee nach Lünen, und der Zeche Fürst Hardenberg 1872 an der Lindenhorster Straße bekam die Straße zusätzlich industrielle Bedeutung und entlang der Münsterstraße entstanden Wohnquartiere und Zulieferbetriebe wie beispielsweise das 1868 erbaute Sägewerk Kummer.
Am 1. Juni 1881 eröffnete der Berliner Bauunternehmer Georg Soenderop die erste Pferdebahnlinie der Dortmunder Straßenbahn AG vom Steinplatz über die Münsterstraße zum Fredenbaum und errichtete am nördlichen Ende der Münsterstraße ein Straßenbahndepot für 48 Pferde. Kurze Zeit später wurde die zunächst eingleisig gebaute Strecke auf zwei Gleise erweitert. Die Elektrifizierung erfolgte 1894 durch die Dortmunder Straßenbahngesellschaft. Von 1888 bis 1890 wurde anstelle der Gaststätte Fredenbaum an der Münsterstraße ein großer Saalbau errichtet und der umgebende Stadtwald Westerholz bis 1906 zum Fredenbaumpark umgestaltet. Ab 1911 entwickelte sich nördlich davon das erste Dortmunder Flugfeld und am zum Belustigungspark Oberbayern umfunktionierten Saalbau wurde 1912 der Lunapark Fredenbaum eröffnet, ein Freizeitpark in Anlehnung an den Berliner Lunapark. Im mittleren Verlauf wurde 1891 die Josefgemeinde gegründet und 1906 neben dem Sägewerk eine Realschule erbaut. Etwa zeitgleich entstand am südlichen Ende der Münsterstraße rund um den 1890 durch den Stadtbaumeister Brandhoff angelegten Steinplatz, gefördert durch die 1885 erfolgte Gründung des nahegelegenen Dortmunder Schlachthofes, ein Vergnügungsviertel mit Bier- und Festhallen, Varietés sowie Bordellen.

### Weltkriege
Bis 1916 wurde das erste Eisenbahndepot aufgegeben und es entstand gegenüber das Depot Immermannstraße. 1917 baute die Concordia Electrizitäts-AG (CEAG) gegenüber an der Münsterstraße eine neue Niederlassung. Der Erste Weltkrieg und die Weltwirtschaftskrise sowie die Ruhrbesetzung mit seinen Streiks bedeuteten während der Weimarer Republik eine Zäsur für das Leben an der Münsterstraße. Viele Vergnügungsbetriebe mussten schließen und im Sallbau fanden überwiegend politische Versammlungen statt. So beispielsweise die letzte große demokratische Kundgebung in Dortmund vor der Machtergreifung durch die Nationalsozialisten, die am 26. Februar 1933 unter dem Motto Volksrecht bricht Herrenrecht mit dem sozialdemokratischen Reichstagsabgeordneten und späteren Oberbürgermeister Fritz Henßler sowie den von den Nationalsozialisten abgesetzten Regierungspräsidenten von Arnsberg, Max König stattfand. Der Saalbau und der Lunapark wurden 1940 nach einer Abrissverfügung geschlossen und verfielen. Während der alliierten Bombenangriffe auf Dortmund im Zweiten Weltkrieg wurden weite Teile der Münsterstraße ab 1943 zerstört. Gebäudereste des Aquariums standen noch bis 1958.

### Nachkriegszeit
1947 beschloss der Stadtrat das gesamte Stadtgebiet neu zu ordnen und für eine bauliche Auflockerung sowie Sanierung zu sorgen. Dabei sollte auch ein neues Straßennetz im Nord-Süd-Verlauf geschaffen werden. Infolge des Wiederaufbaus kam es an der Münsterstraße in den Folgejahren zu einer Reihe von Veränderungen.
1951 errichteten die Vereinigten Elektrizitätswerke Westfalen (VEW) an der Münsterstraße eine Schaltstation zur Ortsnetzversorgung sowie ein Pumpwerk für die verrohrten Wasserläufe Evinger Bach und den Aalbach. Einige Flächen des Fredenbaums standen aufgrund von Bergsenkungen fast ständig unter Wasser. 1955 erfolgte der Wiederaufbau der Josefkirche. Im Fredenbaumpark wurde im selben Jahr ein städtischer Verkehrserziehungsplatz angelegt. Bis 1968 errichteten die städtischen Kliniken Dortmund auf dem Gelände von ehemals Tivoli und Villa Wiskott an der Münsterstraße, eine Unfallklinik. Es folgte 1975 die Einweihung des neuen Abenteuerspielplatz Fredenbaum. Gegenüber baute die Stadt Dortmund das neue Naturkundemuseum, welches am 24. Mai 1980 öffnete.
Mit dem Abriss des Schlachthofes konnten die Trassen der B 54 und der Stadtbahn in die Leopoldstraße verlegt werden. Im Rahmen dieser umfassenden Verkehrsinfrastrukturmaßnahme erfolgte am 2. Juni 1984 auch die Einweihung der Stadtbahnstammlinie I mit dem am 22. Oktober 1969 begonnenen Tunnelbau unter der Münsterstraße und der gleichnamigen U-Bahn-Haltestelle. In Folge konnte im Rahmen des Stadterneuerungsprogramms Nordstadt-Programm von 1986 bis 1991 der Südliche Teil der Münsterstraße zu einer verkehrsberuhigten Einkaufsstraße zurückgebaut, die Partymeile abgerissen, und der Steinplatz saniert werden. Dabei wurde der Eisengießer-Brunnen nach alten Bauzeichnungen neu errichtet. 1999 wurde das CEAG-Gelände im Rahmen der Internationalen Bauausstellung Emscher Park in Wohnbebauung umgewandelt und am 29. September 2001 auf dem Abenteuerspielplatz Fredenbaum das Big Tipi eingeweiht. Im Rahmen der EU-Gemeinschaftsinitiative URBAN II wurden von 2005 bis 2008 im Bereich der Münsterstraße verschiedene Projekte zur Stadtentwicklung über die Stadterneuerungs- und Stadtentwicklungsgesellschaft NRW realisiert. So wurden beispielsweise auf der ca. 25.000 m² großen Erlebniswelt Fredenbaum Big Tipi weitere erlebnispädagogische Einrichtungen geschaffen oder der Gewerbeverein Münsterstraße initiiert.

### Heute

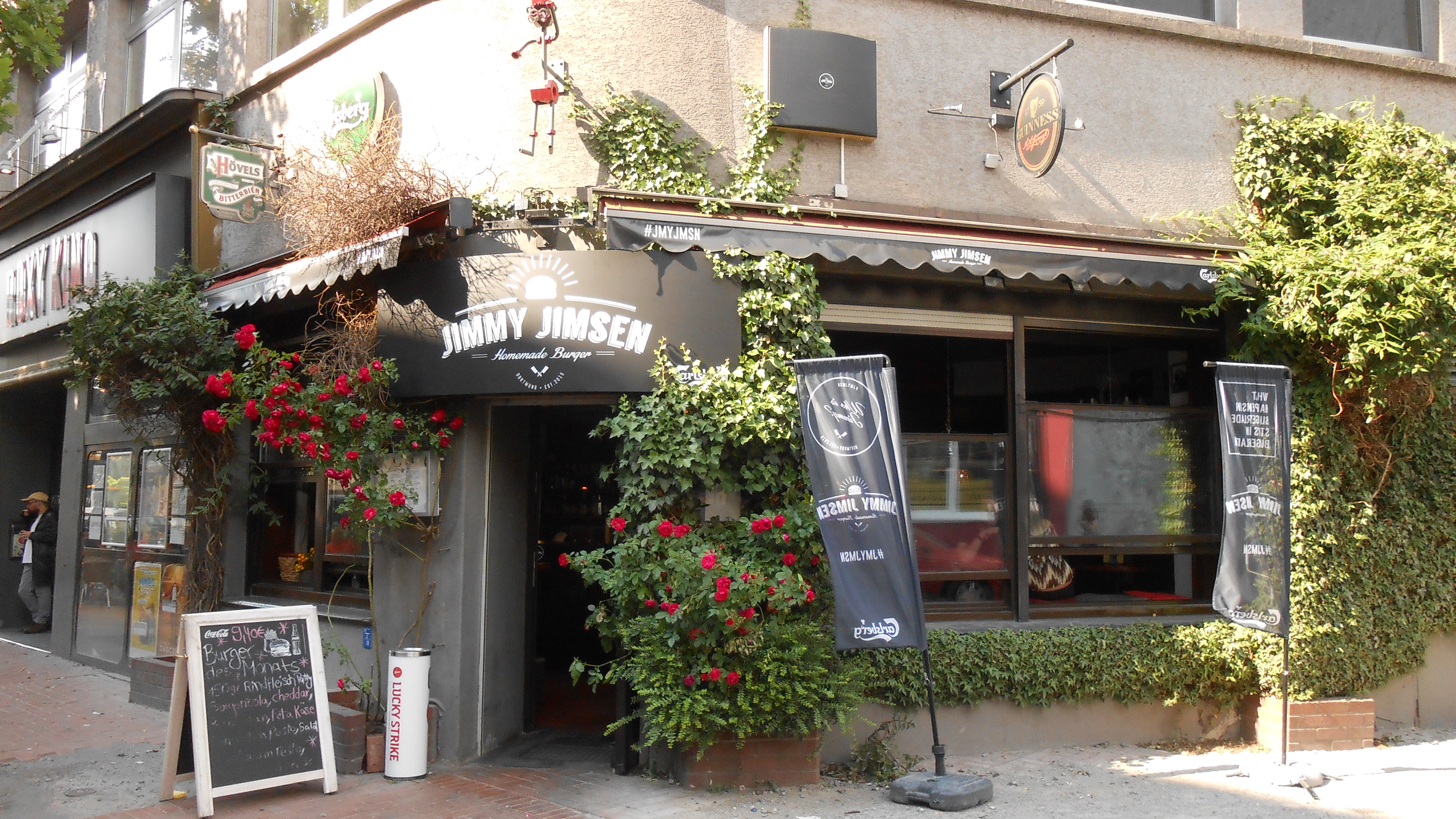
Szenekneipe neben Roxy Kino in der Fußgängerzone

Die Anwohnerstruktur entlang der Münsterstraße ist multikulturell. Gastronomie aus verschiedensten Kulturen sowie auch Lebensmittelgeschäfte haben sich in der Fußgängerzone angesiedelt, außerdem gibt es Szenekneipen. Seit 20 Jahren findet jährlich das Münsterstraßenfest als Teil der Internationalen Woche statt.

## Bedeutende Bauwerke (Auswahl)
- Eisengießer-Brunnen, Freiherr-vom-Stein-Platz, errichtet 1906 mit Spendengeldern. Nach alten Plänen 1990 neu aufgebaut.[12]
- Kath. Pfarrkirche St. Joseph, Münsterstraße Ecke Heroldstraße, 1955 wiederaufgebaut.[22]
- Helmholtz-Gymnasium, Münsterstraße 122, erbaut 1907 als Hindenburg-Realgymnasium nach Plänen von Stadtbauinspektor Uhlig, steht heute unter Denkmalschutz.[11]
- Wohn- und Geschäftshaus, Münsterstraße 161, denkmalgeschützt.
- CEAG Verwaltung, Münsterstraße 231, erbaut 1917. Das Gebäude wurde 1943 durch Bomben zerstört kurz nach dem Krieg aber wieder aufgebaut. Es steht heute unter Denkmalschutz und wurde 1990 zu einem Wohnhaus umgebaut.[17]
- Klinikzentrum Nord, Münsterstraße 240, erbaut 1968, seitdem mehrfach erweitert.
- Naturmuseum Dortmund, Münsterstraße 271, erbaut 1980.
- Saalbau Fredenbaum, erbaut 1890, ab 1940 zerstört.

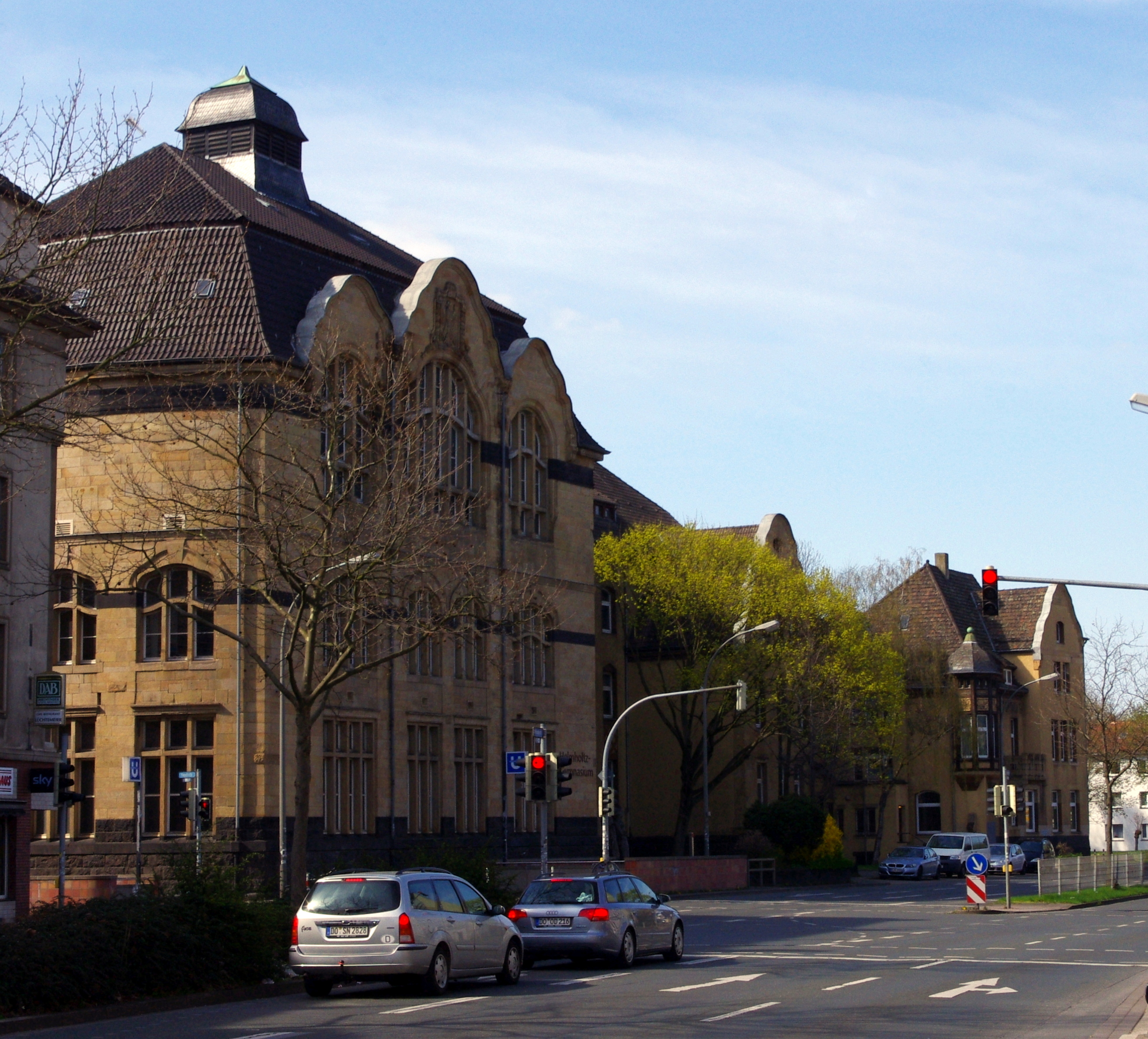
Münsterstraße mit Helmholtz-Gymnasium
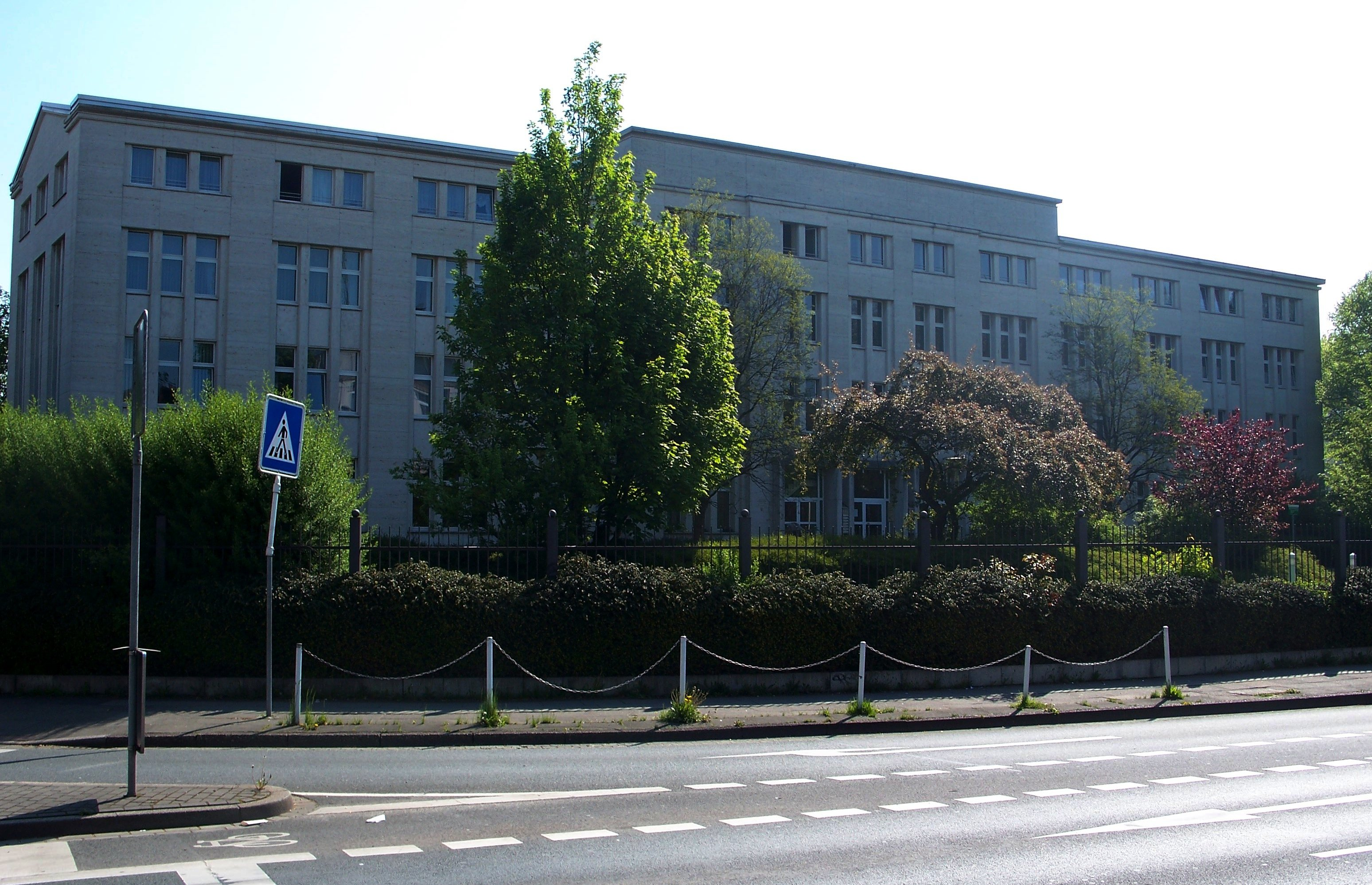
Münsterstraße mit ehemaligem CEAG Verwaltung. Denkmalgeschützt und Seit 1999 Wohngebäude
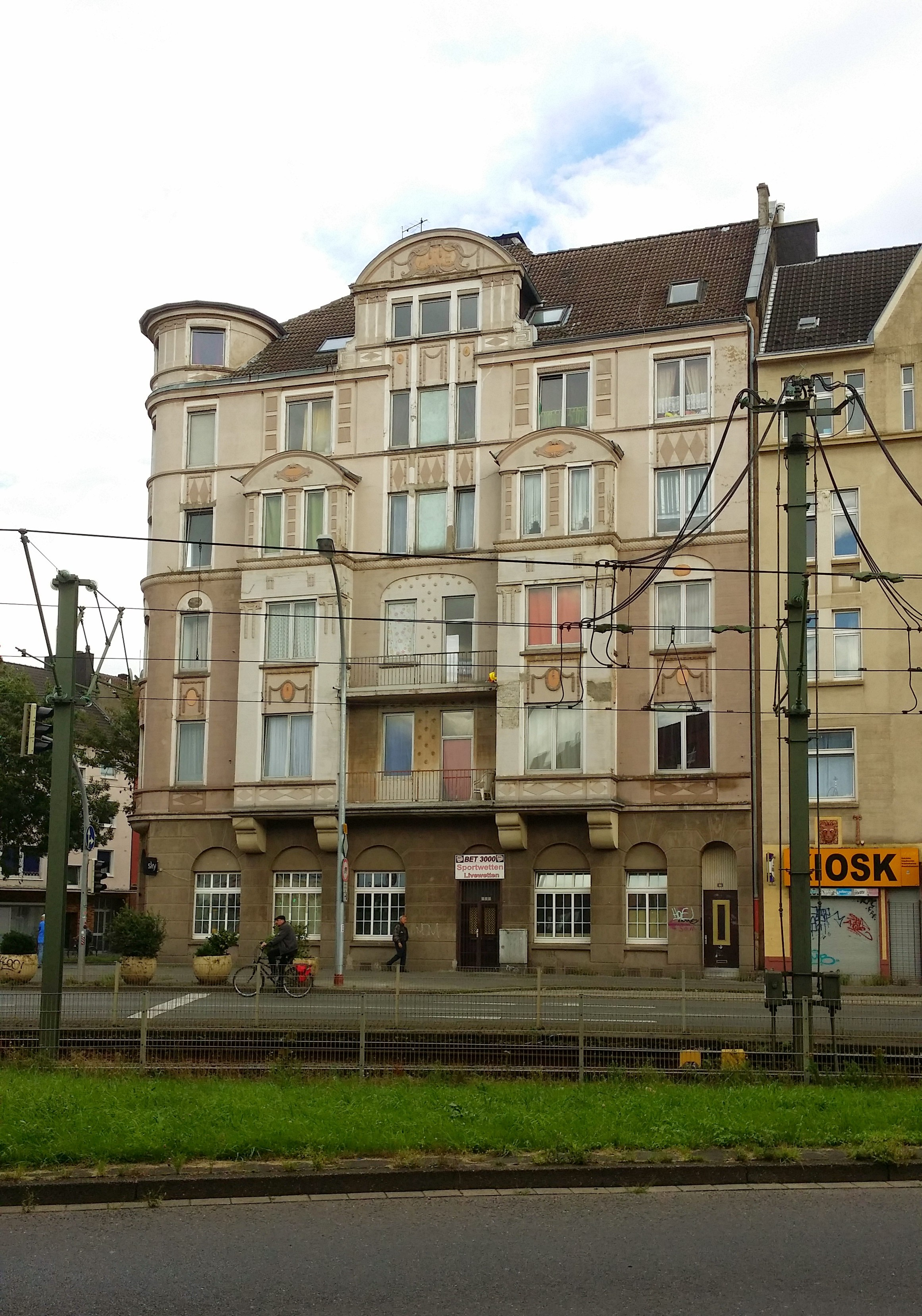
Münsterstraße mit denkmalgeschütztem Wohnhaus
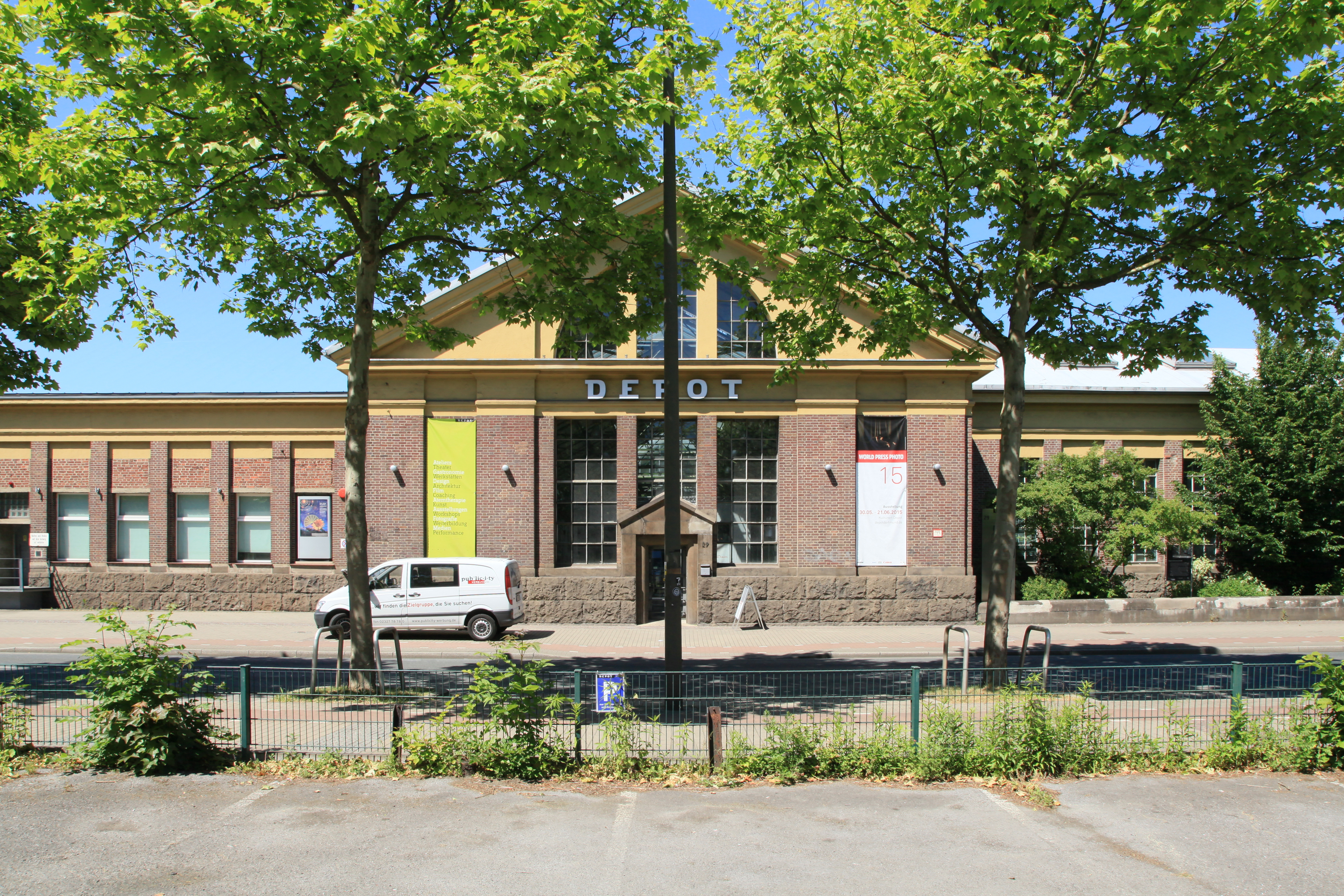
Ehemaliges Straßenbahndepot
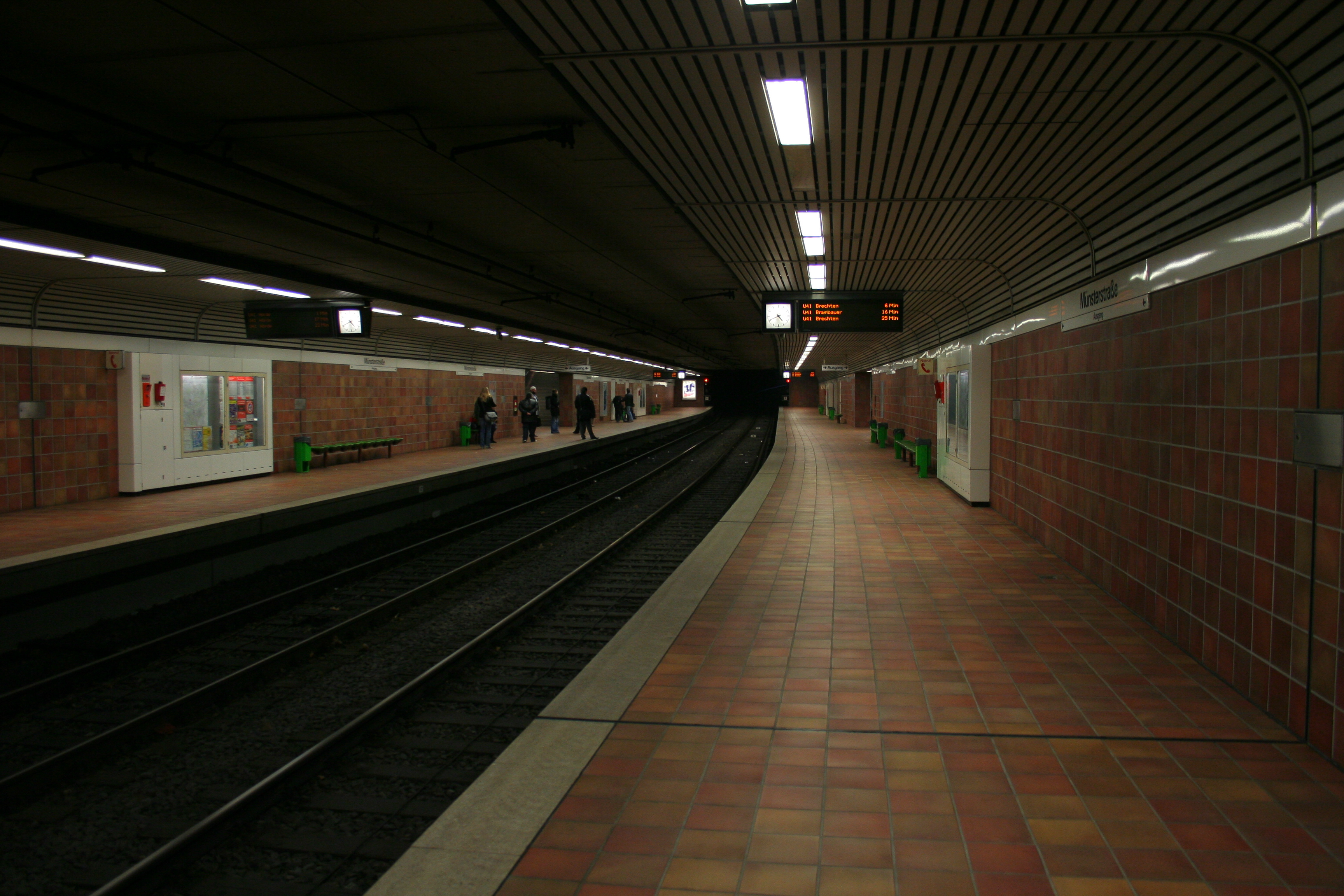
Haltestelle Münsterstraße
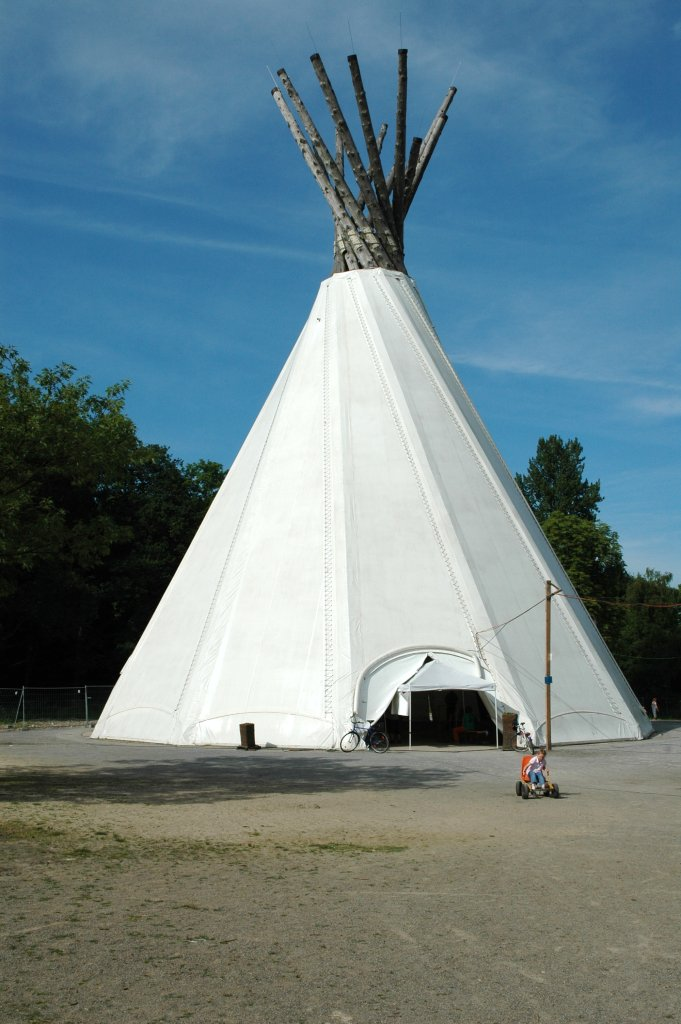
Big Tipi
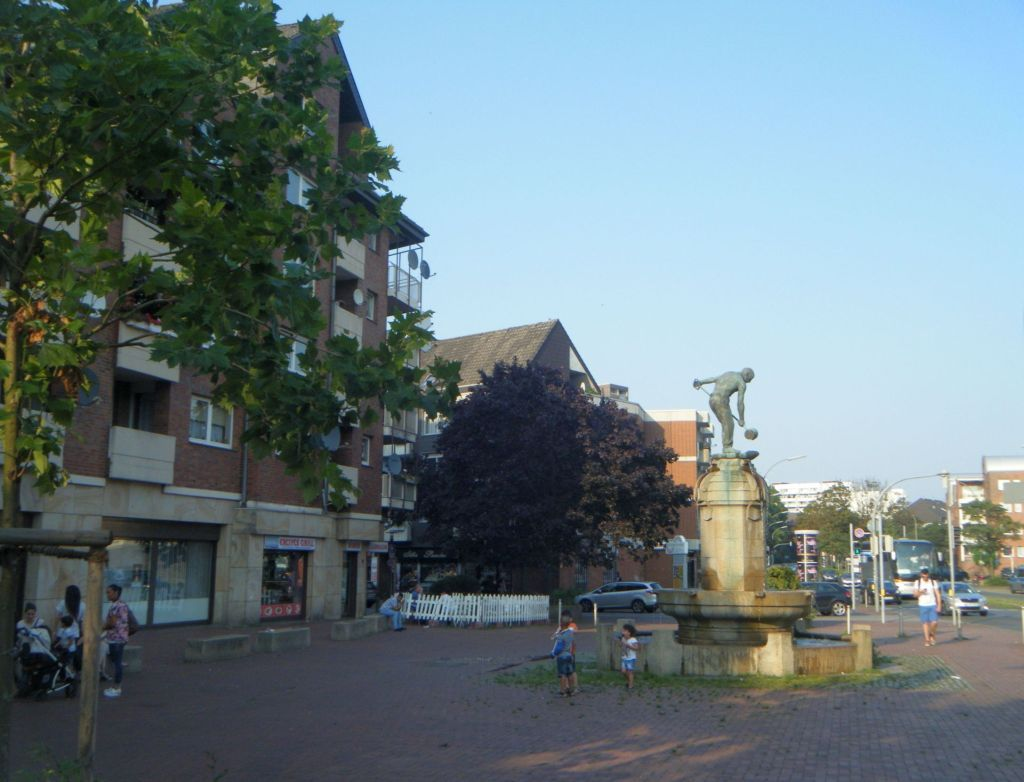
Freiherr-vom Stein-Platz mit Eisengießer-Brunnen
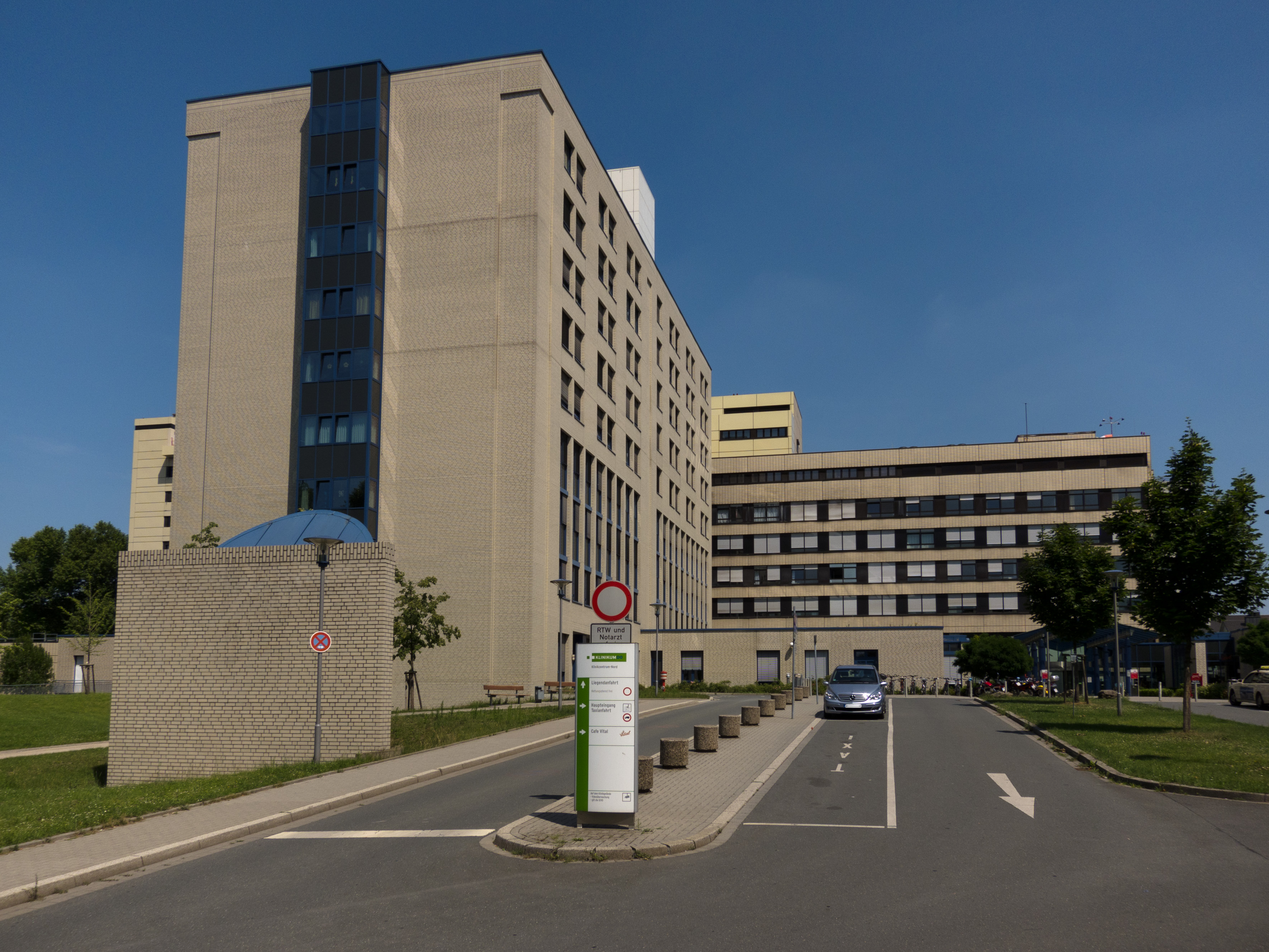
Klinikzentrum Nord
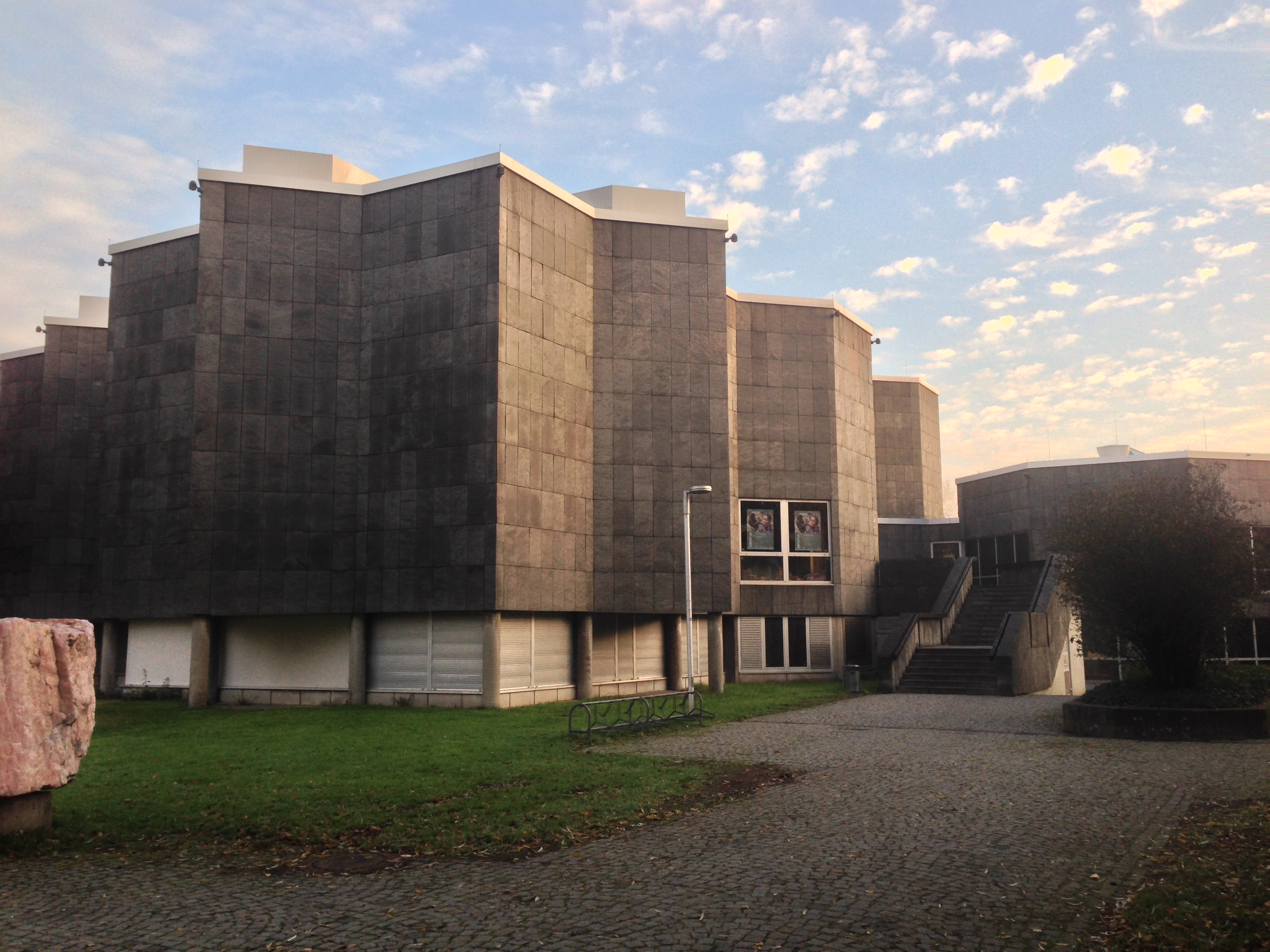
Museum für Naturkunde
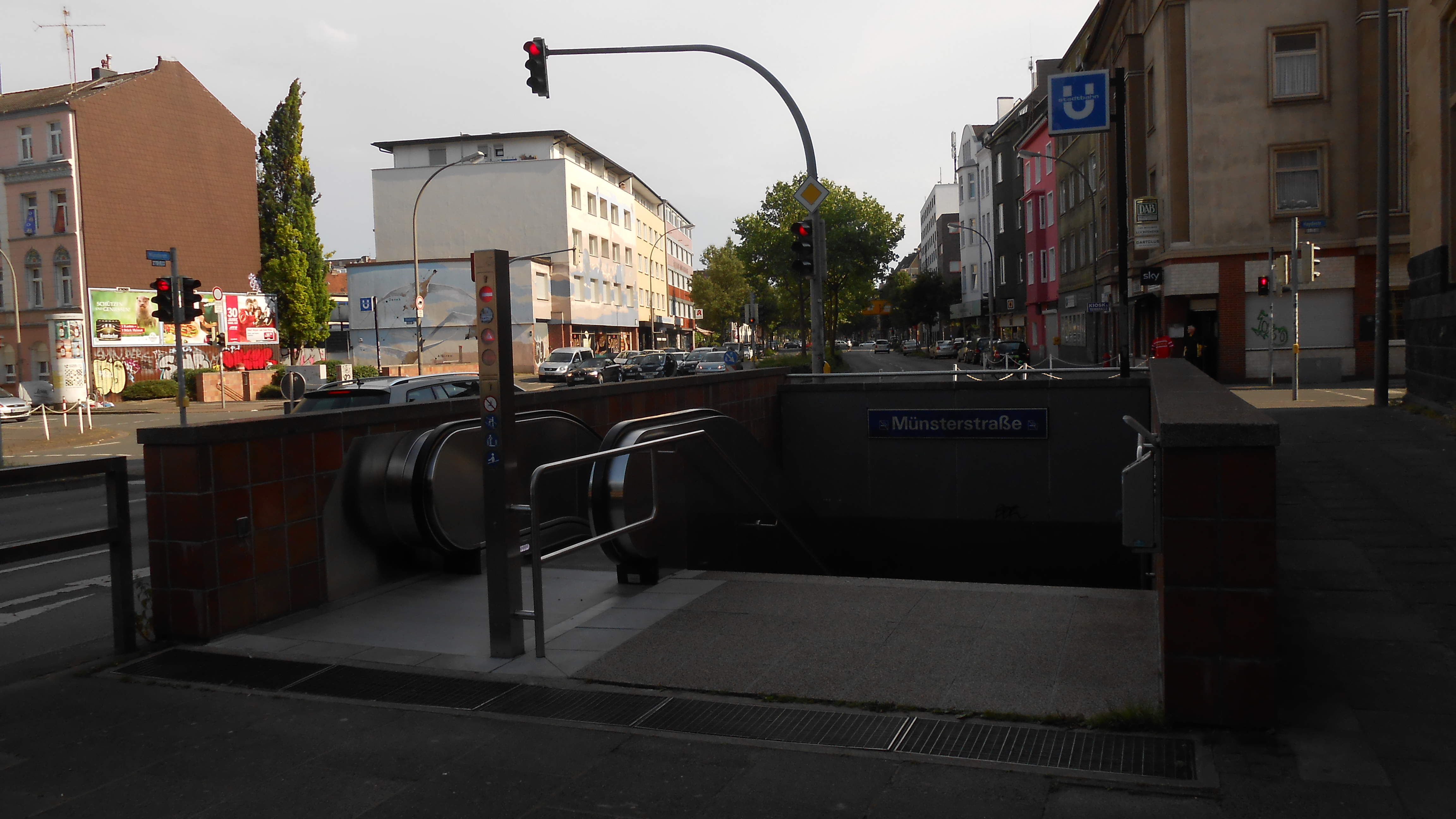
U-Bahn Münsterstraße neben Helmholtz-Gymnasium

## Öffentliche Wahrnehmung und Rezeption
- Vom 15. August bis zum 25. Oktober 2015 fand im Museum für Kunst und Kulturgeschichte Dortmund die stadthistorische Ausstellung Die Münsterstraße Dortmunds buntes Pflaster statt.[23]
- Die Münsterstraße ist Ort und Thema von touristischen Führungen.[24]
- Die Münsterstraße ist als sozialer Brennpunkt häufig Gegenstand von Medienberichten[25][26] und politischem Diskurs im Stadtrat[27] sowie Ort einer Fülle von Projekten.[28] Auf der anderen Seite beschweren sich Bewohner über die überwiegend negative Berichterstattung, während Positives meist verschwiegen wird.[29]
- Regelmäßig führt der Dortmunder Karnevalsumzug am Rosenmontag über die Münsterstraße.[30][31]
- Seit 2005 unterstützt der Gewerbeverein Interessengemeinschaft Münsterstraße e. V., finanziell unterstützt u. a. durch die Projektförderung Aktivitäten Münsterstraße der Stadt Dortmund, Gewerbetreibende in der Münsterstraße unter dem Slogan "Dortmunds lebendiges Pflaster".[32]

## Historische Karten
- Romberg-Brünninghausen: Dortmund - Stadtplan. 1810 (deutsche-digitale-bibliothek.de).
- v. d. Berken, Vermessungsinspektor - Regierung Arnsberg: Dortmund - Stadtplan 1:10.000. Pulchra Druck; C.G. Blanckertz, Düsseldorf 1906 (deutsche-digitale-bibliothek.de).
- Oberpräsidium Münster (Hrsg.): Stadtplan mit eingezeichneten Flugplätzen 1:15.000. W. Gröschen, 1929 (deutsche-digitale-bibliothek.de).